# Pardosa ghigii
Pardosa ghigii är en spindelart som beskrevs av Lodovico di Caporiacco 1932. Pardosa ghigii ingår i släktet Pardosa och familjen vargspindlar.
Artens utbredningsområde är Marocko. Inga underarter finns listade i Catalogue of Life.